# Курышко, Екатерина Сергеевна
Екатерина Сергеевна Курышко (Нагирная) (род. 12 апреля 1949, с. Веприк, Полтавская область) — советская спортсменка (гребля на байдарках), чемпионка мира (1971) и Олимпийских игр (1972). Заслуженный мастер спорта СССР (1972).

## Спортивная карьера
- Олимпийская чемпионка 1972 в гребле на байдарке-двойке с Людмилой Пинаевой
- Чемпионка мира 1971 на байдарке-четвёрке
- Серебряный призёр чемпионата мира 1975 на байдарке-четвёрке и байдарке-двойке
- Бронзовый призёр чемпионата мира 1971 на байдарке-двойке
- 4-кратная чемпионка СССР 1970—1972 в составе разных экипажей.

## Образование
В 1974 году окончила Киевский государственный институт физической культуры.